# تشيمينياس
بلدية تشيمينياس (بالإسبانية: Chimeneas) هي بلدية تقع في مقاطعة غرناطة التابعة لمنطقة أندلوسيا جنوب إسبانيا.

## الديموغرافيا
بلغ عدد سكان بلدية تشيمينياس 1.485 نسمة عام 2011 (وفقاً للمعهد الوطني الإسباني للإحصاء).
| 1.549 | 1.537 | 1.511 | 1.485 | 1.467 | 1.507 | 1.485 |